# Флаги Орловской области
Список флагов муниципальных образований Орловской области Российской Федерации.
На 1 января 2017 года в Орловской области насчитывалось 267 муниципальных образований — 3 городских округа, 24 муниципальных района, 17 городских и 223 сельских поселений.

## Флаги городских округов
| Флаг | Наименование                                   | Дата утверждения | Номер в ГГР |
| ---- | ---------------------------------------------- | ---------------- | ----------- |
|      | Флаг муниципального образования «Город Орёл»   | 29 января 1998   | не внесён   |
|      | Флаг муниципального образования «Город Ливны»  | 26 мая 2005      | 1908        |
|      | Флаг муниципального образования «Город Мценск» | 23 мая 2011      | 7238        |

## Флаги муниципальных районов
| Флаг       | Наименование                                          | Дата утверждения | Номер в ГГР |
| ---------- | ----------------------------------------------------- | ---------------- | ----------- |
|            | Флаг муниципального образования Болховский район      | 9 июля 2010      | 6351        |
| нет данных | Флаг муниципального образования Верховский район      |                  |             |
|            | Флаг муниципального образования Глазуновский район    | 29 июня 2010     | 6353        |
|            | Флаг муниципального образования Дмитровский район     | 13 ноября 2010   | 6521        |
|            | Флаг муниципального образования Должанский район      | 19 августа 2010  | 6377        |
|            | Флаг муниципального образования Залегощенский район   |                  | 6723        |
|            | Флаг Знаменского муниципального района                | 24 декабря 2010  | 6689        |
|            | Флаг муниципального образования Колпнянский район     | 21 июля 2008     | 4271        |
|            | Флаг муниципального образования Корсаковский район    | 25 мая 2010      | 6233        |
|            | Флаг муниципального образования Краснозоренский район | 16 апреля 2010   | 6355        |
|            | Флаг муниципального образования Кромской район        | 12 октября 2009  | 5766        |
|            | Флаг муниципального образования Ливенский район       | 28 июня 2006     | 2555        |

| Флаг | Наименование                                              | Дата утверждения | Номер в ГГР |
| ---- | --------------------------------------------------------- | ---------------- | ----------- |
|      | Флаг муниципального образования Малоархангельский район   | 30 июня 2011     | 7117        |
|      | Флаг муниципального образования Мценский район            | 25 сентября 2008 | 4431        |
|      | Флаг муниципального образования Новодеревеньковский район | 30 ноября 2010   | 6357        |
|      | Флаг муниципального образования Новосильский район        | 25 июня 2010     | 6359        |
|      | Флаг муниципального образования Орловский район           | 23 декабря 2009  | 5871        |
|      | Флаг муниципального образования Покровский район          | 26 февраля 2010  | 6040        |
|      | Флаг муниципального образования Свердловский район        | 15 января 2010   | 6027        |
|      | Флаг муниципального образования Сосковский район          | 26 ноября 2010   | 6543        |
|      | Флаг муниципального образования Троснянский район         | 25 ноября 2010   | 6519        |
|      | Флаг муниципального образования Урицкий район             | 19 ноября 2009   | 5873        |
|      | Флаг муниципального образования Хотынецкий район          | 23 ноября 2010   | 6545        |
|      | Флаг муниципального образования Шаблыкинский район        | 26 августа 2011  |             |

## Флаги городских поселений
| Флаг | Наименование                                                        | Дата утверждения | Номер в ГГР |
| ---- | ------------------------------------------------------------------- | ---------------- | ----------- |
|      | Флаг муниципального образования посёлок Верховье Верховского района | 29 июля 2015     | 10584       |
|      | Флаг городского поселения Долгое Должанского района                 | 10 декабря 2015  | 10790       |
|      | Флаг городского поселения Знаменка Орловского района                | 25 сентября 2009 | 5768        |

| Флаг | Наименование                                            | Дата утверждения | Номер в ГГР |
| ---- | ------------------------------------------------------- | ---------------- | ----------- |
|      | Флаг городского поселения Кромы Кромского района        | 17 декабря 2010  | 6721        |
|      | Флаг городского поселения Новосиль Новосильского района | 29 октября 2010  | 6525        |

## Флаги сельских поселений
| Флаг | Наименование                                           | Дата утверждения | Номер в ГГР |
| ---- | ------------------------------------------------------ | ---------------- | ----------- |
|      | Флаг Тельченского сельского поселения Мценского района | 29 сентября 2011 | 7242        |

## Упразднённые флаги
| Флаг | Наименование                                              | Дата утверждения | Дата отмены    |
| ---- | --------------------------------------------------------- | ---------------- | -------------- |
|      | Флаг муниципального образования «Город Мценск»            | 22 января 1999   | 23 мая 2011    |
|      | Флаг муниципального образования «Город Мценск»            | 22 января 1999   | 23 мая 2011    |
|      | Флаг муниципального образования Новодеревеньковский район | 18 мая 2010      | 30 ноября 2010 |
|      | Флаг муниципального образования Свердловский район        | 26 марта 2009    | 15 января 2010 |